# Céphéide classique

Diagramme de Hertzsprung–Russell montrant la position de plusieurs types d'étoiles variables intrinsèques superposés sur un schéma des différentes classes de luminosité.

Les céphéides classiques (appelées également céphéides de population I, céphéides de type I ou variables de type Delta Cephei) sont un type d'étoile céphéide. Ce sont des étoiles variables de population I qui présentent des pulsations (en) radiales régulières avec des périodes allant de quelques jours à quelques semaines et des amplitudes de variation visuelles allant de quelques dixièmes de magnitude à environ 2 magnitudes.
Il existe une relation bien définie entre la luminosité d'une variable céphéide classique et sa période de pulsation,, confortant les céphéides comme chandelles standards valides pour établir échelles de distance galactiques et extragalactiques,,,. Les observations de variables céphéides classiques par Hubble ont permis de renforcer les contraintes sur la loi de Hubble,,,,. Les céphéides classiques ont également été utilisées pour clarifier de nombreuses caractéristiques de notre Galaxie, comme la hauteur du Soleil au-dessus du plan galactique et la structure spirale locale de la Galaxie.
Environ 800 céphéides classiques sont connues dans la Voie lactée, sur un total estimé à plus de 6000. Plusieurs milliers d'autres sont connues dans les Nuages de Magellan, et plus encore dans d'autres galaxies. Le télescope spatial Hubble a identifié des céphéides classiques dans NGC 4603, qui est distante de 100 millions d'années-lumière.

## Propriétés

Trajet d'évolution d'une étoile de traversant la bande d'instabilité lors d'une boucle bleue de combustion de l'hélium.

Les variables Céphéides classiques sont 4 à 20 fois plus massives que le Soleil, et environ 1000 à 50000 fois (plus de 200000 fois pour l'inhabituelle V810 Centauri) plus lumineuses. Spectroscopiquement, ce sont des géantes brillantes ou des supergéantes peu lumineuses de type spectral F6 – K2. La température et le type spectral varient lors de la pulsation. Leurs rayons sont de quelques dizaines à quelques centaines fois celui du Soleil. Les Céphéides plus lumineuses sont plus froides, plus grandes et ont des périodes plus longues. En plus du changement de température, le rayon varie également lors de chaque pulsation (par exemple environ ~25% pour l'étoile l Car à longue période), produisant des variations de luminosité allant jusqu'à deux magnitudes. Les variations de luminosité sont plus prononcées aux plus courtes longueurs d'onde.
Les variables Céphéides peuvent pulser selon le mode fondamental, le premier harmonique, ou rarement selon un mode mixte. Des pulsations selon un harmonique supérieur au premier sont rares mais intéressantes. On pense que la majorité des Céphéides classiques pulsent selon le mode fondamental, bien qu'il ne soit pas facile de distinguer le mode d'après la forme de la courbe de lumière. Les étoiles pulsant selon un harmonique sont plus lumineuses et plus grosses qu'une étoile qui pulse selon le mode fondamental avec la même période.
Quand une étoile de masse intermédiaire (intermediate mass star ou IMS) évolue pour la première fois loin de la séquence principale, elle traverse la bande d'instabilité très rapidement lors de la combustion de l'hydrogène en coquille. Quand le cœur d'hélium s'allume dans une IMS, elle peut faire une boucle bleue et traverse de nouveau la bande d'instabilité, en évoluant tout d'abord vers les températures plus élevées avant de revenir de nouveau vers la branche asymptotique des géantes. Les étoiles plus massives qu'environ 8-12 M☉ commencent la combustion de l'hélium dans leur cœur avant d'atteindre la branche des géantes rouges et deviennent des supergéantes rouges, mais peuvent encore faire une boucle bleue à travers la bande d'instabilité. La durée et même l'existence des boucles bleues sont très sensibles à la masse, la métallicité et l'abondance en hélium de l'étoile. Dans certains cas, les étoiles peuvent traverser la bande d'instabilité pour la quatrième ou la cinquième fois quand la combustion de l'hélium en coquille démarre[réf. nécessaire]. La vitesse de changement de période d'une variable Céphéide, avec les abondances chimiques détectables dans le spectre, peuvent être utilisées pour déduire quelle traversée effectue une étoile particulière.
Les variables Céphéides classiques étaient des étoiles de la séquence principale de type B ou plus précoces qu'environ B7, éventuellement des étoiles de type O tardif, avant qu'elles aient épuisé l'hydrogène dans leurs cœurs. Les étoiles plus massives et plus chaudes donnent des Céphéides plus lumineuses aves des périodes plus longues, bien qu'on s'attende à ce que les jeunes étoiles de notre Galaxie, avec une métallicité proche de celle du Soleil, perdront généralement assez de masse avant d'atteindre pour la première fois la bande d'instabilité, si bien qu'elles auront des périodes de 50 jours ou moins. Au-dessus d'une certaine masse, 20-50 M☉ dépendant de la métallicité, les supergéantes rouges évolueront de nouveau en supergéantes bleues plutôt que de suivre une boucle bleue, mais elles deviendront des hypergéantes jaunes instables plutôt que des variables Céphéides pulsant régulièrement. Les étoiles très massives ne refroidissent jamais assez pour atteindre la bande d'instabilité et ne deviendront jamais des Céphéides. A faible métallicité, par exemple dans les Nuages de Magellan, les étoiles peuvent conserver plus de masse et devenir des Céphéides plus lumineuses avec des périodes plus longues.

## Courbes de lumière

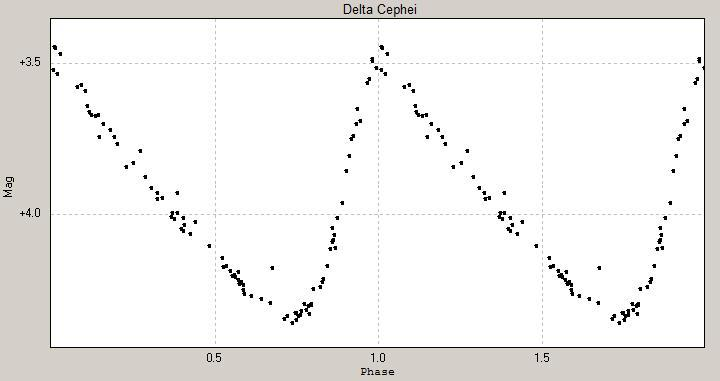
Courbe de lumière de Delta Cephei.

La courbe de lumière d'une Céphéide est typiquement asymétrique avec une montée rapide à la luminosité maximale suivie d'une descente plus lente à la luminosité minimale (par exemple Delta Cephei). Ceci est dû à la différence de phase entre les variations de rayon et de température et est considéré comme caractéristique d'une pulsante en mode fondamental, le type le plus commun de Céphéides de type I. Dans certains cas, la courbe de lumière régulière pseudo-sinusoïdale présente une "bosse", un bref ralentissement de la baisse ou même une légère augmentation de la luminosité, qui serait due à une résonance entre le fondamental et le second harmonique. La bosse est observée le plus souvent sur la branche descendante des étoiles ayant des périodes autour de 6 jours (par exemple Eta Aquilae). Quand la période augmente, la position de la bosse se rapproche du maximum et peut produire un maximum double, ou devenir indistinguable du maximum primaire, pour les étoiles ayant des périodes autour de 10 jours (par exemple Zeta Geminorum). Aux périodes un peu plus longues, la bosse se trouve sur la branche montante de la courbe de lumière (par exemple X Cygni), mais pour une période supérieure à 20 jours la résonance disparait.
Une minorité de Cépheides classiques présentent des courbes de lumière sinusoïdales presque symétriques. Elles sont appelées s-Céphéides, ont habituellement des amplitudes plus faibles et ont souvent des courtes périodes. On pense que la majorité d'entre elles pulsent selon le premier harmonique ou un harmonique supérieur (par exemple X Sagittarii), bien que certaines étoiles inusuelles qui pulsent apparemment dans le mode fondamental présentent aussi cette forme de courbe de lumière (par exemple S Vulpeculae). On pense que les étoiles pulsant selon le premier harmonique sont seulement avec des périodes courtes dans notre Galaxie, bien qu'elles puissent avoir des périodes un peu plus longues avec une métallicité plus faible, par exemple dans les Nuages de Magellan. Les étoiles pulsant sur des harmoniques supérieurs et les Céphéides pulsant selon deux harmoniques simultanément sont aussi plus répandues dans les Nuages de Magellan, et elles ont habituellement des courbes de lumière un peu irrégulières et de faible amplitude,.

## Découverte

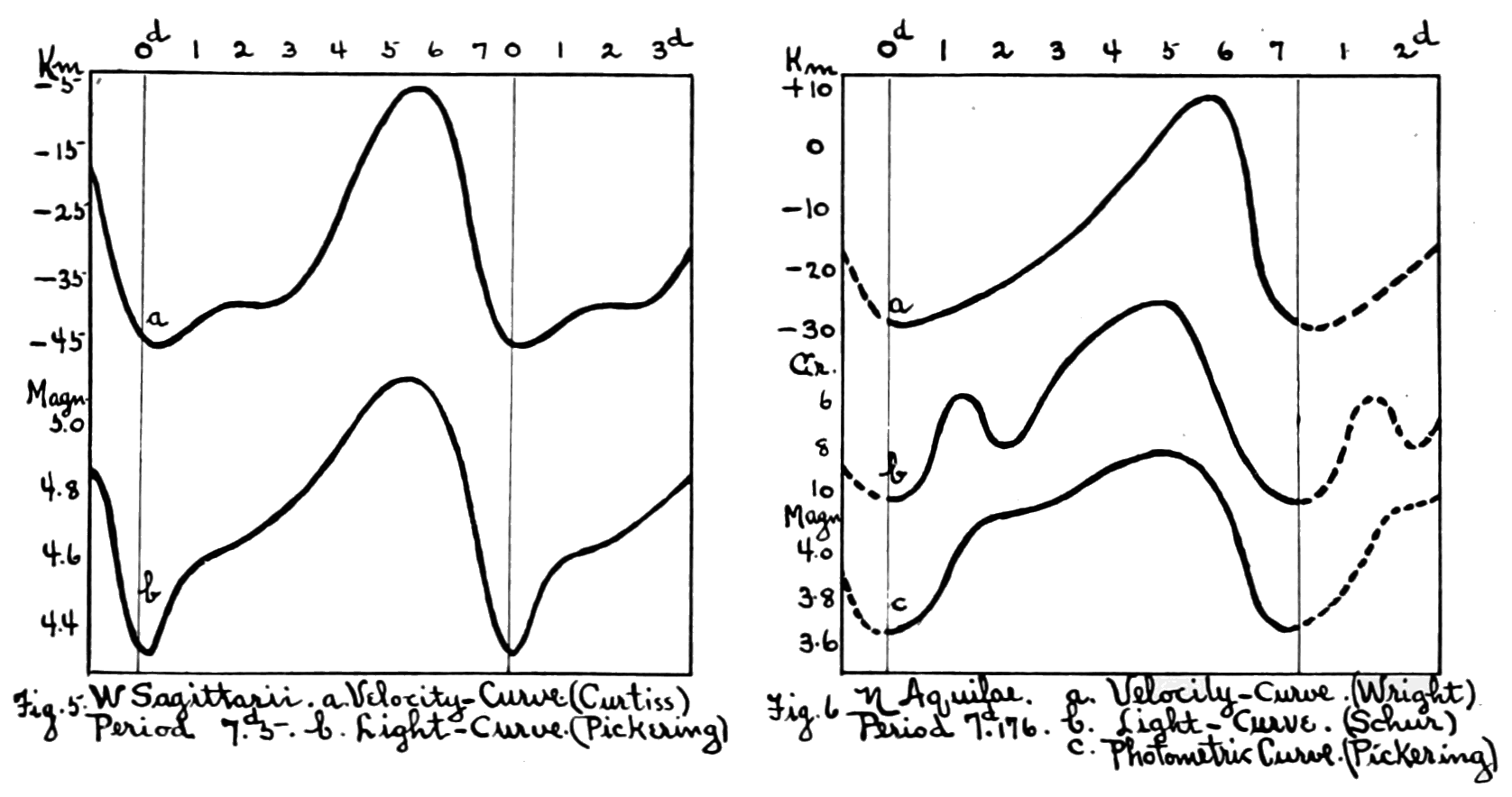
Courbes de lumière historiques de W Sagittarii et de Eta Aquilae.

Le 10 septembre 1784 Edward Pigott détecta la variabilité de Eta Aquilae, le premier représentant connu de la famille des variables Céphéides classiques. Cependant, le prototype des Céphéides classiques est l'étoile Delta Cephei, dont la variabilité fut découverte par John Goodricke quelques mois plus tard. Delta Cephei est aussi d'une importance particulière en tant qu'étalon pour la relation période-luminosité puisque sa distance est parmi l'une des plus précisément établies pour les Céphéides, en partie grâce à son appartenance à un amas d'étoiles, et la disponibilité de parallaxes précises du télescope spatial Hubble et du satellite Hipparcos.

## Relation période-luminosité

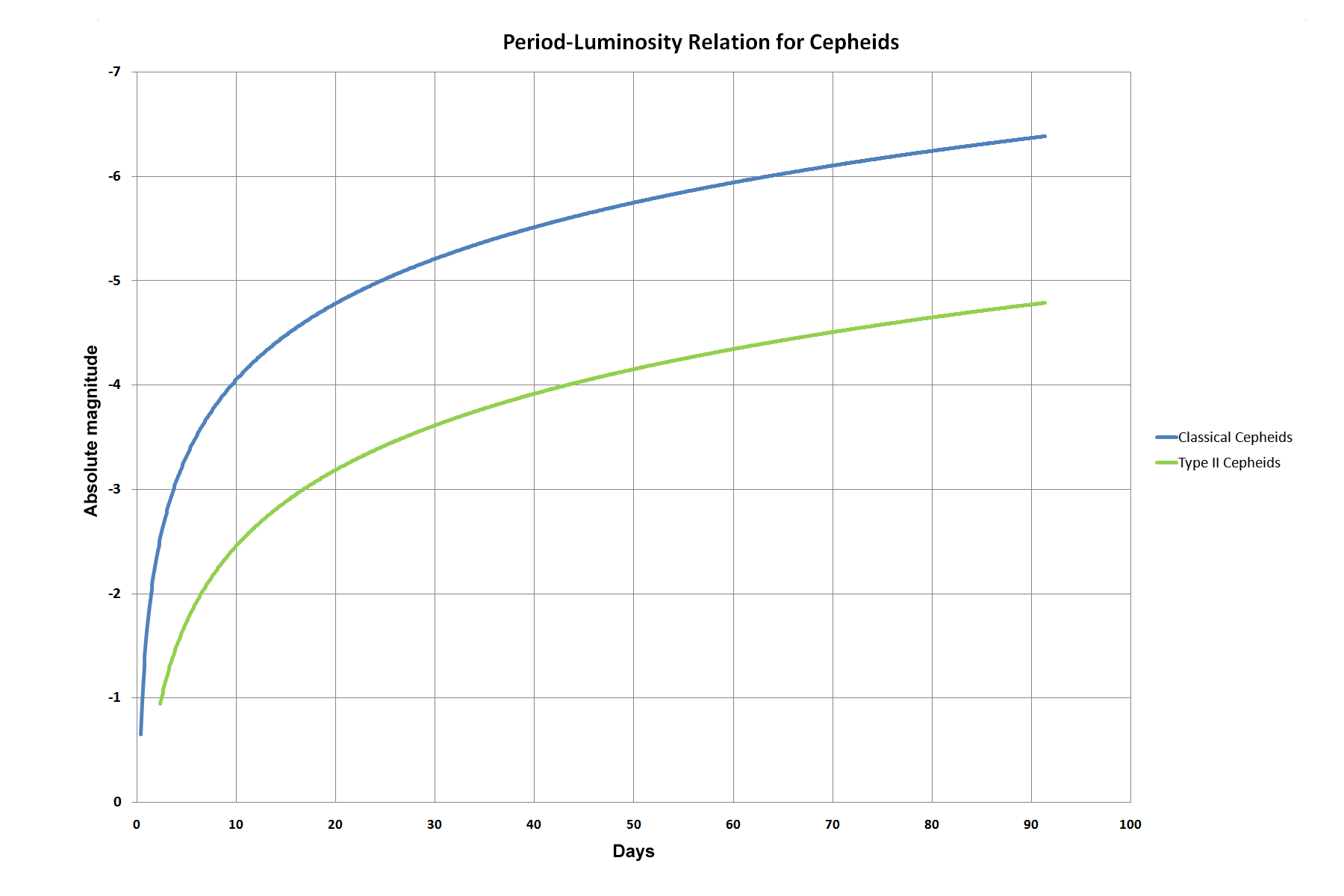
Relation période-luminosité des Céphéides.

La luminosité d'une Céphéide classique est directement reliée à sa période de variation. Plus la période de pulsation est longue, plus lumineuse est l'étoile. La relation période-luminosité des Céphéides classiques fut découverte en 1908 par Henrietta Swan Leavitt dans une étude portant sur des milliers d'étoiles variables des Nuages de Magellan. Elle la publia en 1912 avec des preuves supplémentaires. Une fois que la relation période-luminosité est calibrée, la luminosité d'une étoile donnée dont la période est connue peut être établie. Sa distance est ensuite obtenue à partir de sa luminosité apparente. La relation période-luminosité a été calibrée par de nombreux astronomes tout au long du XXe siècle, en commençant par Hertzsprung. La calibration de la relation période-luminosité a été problématique ; cependant, une calibration galactique solide a été établie par Benedict et al. 2007 en utilisant les parallaxes précises de Hubble pour 10 Céphéides classiques proches. De même, en 2008, des astronomes de l'ESO ont estimé avec une précision meilleure que 1 % la distance de la Céphéide RS Puppis, en utilisant les échos de lumière de la nébuleuse dans laquelle elle est plongée . Cependant, ce résultat a été activement débattu dans la littérature.
La relation suivante entre la période P d'une Céphéide de population I et sa magnitude absolue moyenne Mv a été établie à partir des parallaxes trigonométriques de 10 Céphéides proches obtenues avec le télescope spatial Hubble :
{\displaystyle M_{\mathrm {v} }=(-2.43\pm 0.12)\left(\log _{10}P-1\right)-(4.05\pm 0.02)\,}
où P est mesurée en jours,.
Les relations suivantes peuvent aussi être utilisées pour calculer la distance d des Céphéides classiques :
{\displaystyle 5\log _{10}{d}=V+3.34\log _{10}{P}-2.45(V-I)+7.52\,}
ou
{\displaystyle 5\log _{10}{d}=V+3.37\log _{10}{P}-2.55(V-I)+7.48\,}
I et V représentent respectivement les magnitudes apparentes moyennes dans l'infrarouge proche et dans le visible.

## Céphéides à faible amplitude
Les variables Céphéides classiques avec des amplitudes visuelles inférieures à 0,5 magnitudes, des courbes de lumière sinusoïdales presque symétriques et des périodes courtes, ont été définies comme étant un groupe séparé d'étoiles appelées Céphéides à faible amplitude. Elles ont reçu l'acronyme DCEPS dans le GCVS. Les périodes sont généralement inférieures à 7 jours, bien que la limite exacte soit encore débattue. Le terme s-Cepheid est utilisé pour les Céphéides à courte période et de faible amplitude avec des courbes de lumière sinusoïdales qui sont considérées comme des pulsantes sur le premier harmonique. On les trouve près du bord rouge de la bande d'instabilité. Certains auteurs utilisent le terme s-Cepheid comme un synonyme des étoiles DECPS à faible amplitude, tandis que d'autres préfèrent le restreindre aux seules étoiles pulsant sur le premier harmonique,.
Les Céphéides à faible amplitude (DCEPS) comprennent Polaris et FF Aquilae, bien que toutes deux puissent pulser selon le mode fondamental. Les étoiles confirmées pulsant selon le premier harmonique comprennent BG Crucis et BP Circini,.

## Incertitudes sur les distances déterminées à partir des Céphéides
Les incertitudes majeures liées à l'échelle des distances des Céphéides sont : la nature de la relation période-luminosité selon les bandes spectrales, l'impact de la métallicité sur le point zéro et la pente de ces relations, et les effets de la contamination photométrique (mélange) et d'une loi d'extinction variable (typiquement inconnue) sur la distance des Céphéides classiques. Tous ces sujets sont activement débattus dans la littérature,,,,,,,,,,,.
Ces questions non résolues ont conduit à des valeurs publiées de la constante de Hubble comprises entre 60 km/s/Mpc et 80 km/s/Mpc,,,,. Résoudre ce désaccord est l'un des problèmes les plus importants en astronomie puisque les paramètres cosmologiques de l'Univers pourraient être contraints en fournissant une valeur précise de la constante de Hubble,.

## Exemples
Parmi les céphéides classiques relativement brillantes qui présentent des variations discernables à l'œil nu, on peut citer : Eta Aquilae, Zeta Geminorum, Beta Doradus, ainsi que le prototype Delta Cephei. La céphéide classique la plus proche est l'étoile polaire (Polaris), bien que sa distance exacte demeure sujette à débat.
| Désignation (nom) | Constellation         | Découverte                 | Magnitude apparente maximale (mV) | Magnitude apparente minimale (mV) | Période (jours) | Type spectral | Commentaire                                                                     |
| ----------------- | --------------------- | -------------------------- | --------------------------------- | --------------------------------- | --------------- | ------------- | ------------------------------------------------------------------------------- |
| η Aql             | Aigle                 | Edward Pigott, 1784        | 3,48                              | 4,39                              | 07,17664        | F6 Ibv        |                                                                                 |
| FF Aql            | Aigle                 | Charles Morse Huffer, 1927 | 5,18                              | 5,68                              | 04,47           | F5Ia-F8Ia     |                                                                                 |
| TT Aql            | Aigle                 |                            | 6,46                              | 7,7                               | 13,7546         | F6-G5         |                                                                                 |
| U Aql             | Aigle                 |                            | 6,08                              | 6,86                              | 07,02393        | F5I-II-G1     |                                                                                 |
| T Ant             | Machine pneumatique   |                            | 5,00                              | 5,82                              | 05,898          | G5            | a peut-être un compagnon invisible. Elle fut prise pour une Céphéide de type II |
| RT Aur            | Cocher                |                            | 5,00                              | 5,82                              | 03,73           | F8Ibv         |                                                                                 |
| l Car             | Carène                |                            | 3,28                              | 4,18                              | 35,53584        | G5 Iab/Ib     |                                                                                 |
| δ Cep             | Céphée                | John Goodricke, 1784       | 3,48                              | 4,37                              | 05,36634        | F5Ib-G2Ib     | étoile double, visible aux jumelles                                             |
| AX Cir            | Compas                |                            | 5,65                              | 6,09                              | 05,273268       | F2-G2II       | binaire spectroscopique avec un compagnon B6 de 5 M☉                            |
| BP Cir            | Compas                |                            | 7,31                              | 7,71                              | 02,39810        | F2/3II-F6     | binaire spectroscopique avec un compagnon B6 de 4,7 M☉                          |
| BG Cru            | Croix du Sud          |                            | 5,34                              | 5,58                              | 03,3428         | F5Ib-G0p      |                                                                                 |
| R Cru             | Croix du Sud          |                            | 6,40                              | 7,23                              | 05,82575        | F7Ib/II       |                                                                                 |
| S Cru             | Croix du Sud          |                            | 6,22                              | 6,92                              | 04,68997        | F6-G1Ib-II    |                                                                                 |
| T Cru             | Croix du Sud          |                            | 6,32                              | 6,83                              | 06,73331        | F6-G2Ib       |                                                                                 |
| X Cyg             | Cygne                 |                            | 5,85                              | 6,91                              | 16,38633        | G8Ib          |                                                                                 |
| SU Cyg            | Cygne                 |                            | 6,44                              | 7,22                              | 03,84555        | F2-G0I-II     |                                                                                 |
| β Dor             | Dorade                |                            | 3,46                              | 4,08                              | 09,8426         | F4-G4Ia-II    |                                                                                 |
| ζ Gem             | Gémeaux               | Paul Guthnick, 1920        | 3,62                              | 4,18                              | 10,15073        | F7Ib à G3Ib   |                                                                                 |
| V473 Lyr          | Lyre                  |                            | 5,99                              | 6,35                              | 01,49078        | F6Ib-II       |                                                                                 |
| R Mus             | Mouche                |                            | 5,93                              | 6,73                              | 07,51           | F7Ib-G2       |                                                                                 |
| S Mus             | Mouche                |                            | 5,89                              | 6,49                              | 09,66007        | F6Ib-G0       |                                                                                 |
| S Nor             | Règle                 |                            | 6,12                              | 6,77                              | 09,75411        | F8-G0Ib       | membre le plus brillant de l'amas ouvert NGC 6087                               |
| QZ Nor            | Règle                 |                            | 8,71                              | 9,03                              | 03,786008       | F6I           | membre de l'amas ouvert NGC 6067                                                |
| V340 Nor          | Règle                 |                            | 8,26                              | 8,60                              | 11,2888         | G0Ib          | membre de l'amas ouvert NGC 6067                                                |
| V378 Nor          | Règle                 |                            | 6,21                              | 6,23                              | 03,5850         | G8Ib          |                                                                                 |
| BF Oph            | Ophiuchus             |                            | 6,93                              | 7,71                              | 04,06775        | F8-K2         |                                                                                 |
| RS Pup            | Poupe                 |                            | 6,52                              | 7,67                              | 41,3876         | F8Iab         |                                                                                 |
| S Sge             | Flèche                | John Ellard Gore, 1885     | 5,24                              | 6,04                              | 08,382086       | F6Ib-G5Ib     |                                                                                 |
| U Sgr             | Sagittaire (dans M25) |                            | 6,28                              | 7,15                              | 06,74523        | G1Ib          |                                                                                 |
| W Sgr             | Sagittaire            |                            | 4,29                              | 5,14                              | 07,59503        | F4-G2Ib       | Double optique avec γ2 Sgr                                                      |
| X Sgr             | Sagittaire            |                            | 4,20                              | 4,90                              | 07,01283        | F5-G2II       |                                                                                 |
| V636 Sco          | Scorpion              |                            | 6,40                              | 6,92                              | 06,79671        | F7/8Ib/II-G5  |                                                                                 |
| R TrA             | Triangle austral      |                            | 6,4                               | 6,9                               | 03,389          | F7Ib/II       |                                                                                 |
| S TrA             | Triangle austral      |                            | 6,1                               | 6,8                               | 06,323          | F6II-G2       |                                                                                 |
| α UMi (Polaris)   | Petite Ourse          | Ejnar Hertzsprung, 1911    | 1,86                              | 2,13                              | 03,9696         | F8Ib ou F8II  |                                                                                 |
| AH Vel            | Voiles                |                            | 5,5                               | 5,89                              | 04,227171       | F7Ib-II       |                                                                                 |
| S Vul             | Petit Renard          |                            | 8,69                              | 9,42                              | 68,464          | G0-K2(M1)     |                                                                                 |
| T Vul             | Petit Renard          |                            | 5,41                              | 6,09                              | 04,435462       | F5Ib-G0Ib     |                                                                                 |
| U Vul             | Petit Renard          |                            | 6,73                              | 7,54                              | 07,990676       | F6Iab-G2      |                                                                                 |
| SV Vul            | Petit Renard          |                            | 6,72                              | 7,79                              | 44,993          | F7Iab-K0Iab   |                                                                                 |